# Литл Јорк (Илиноис)
Литл Јорк (енгл. Little York) град је у америчкој савезној држави Илиноис.

## Демографија
По попису из 2010. године број становника је 331, што је 62 (23,0%) становника више него 2000. године.
| Група             | 2000.       | 2010.       |
| Белци             | 264 (98,1%) | 308 (93,1%) |
| Афроамериканци    | 0 (0,0%)    | 4 (1,2%)    |
| Азијати           | 0 (0,0%)    | 5 (1,5%)    |
| Хиспаноамериканци | 4 (1,5%)    | 5 (1,5%)    |
| Укупно            | 269         | 331         |